# Meljanica
Meljanica (izvirno srbsko Мељаница) je naselje v Srbiji, ki upravno spada pod Občino Kraljevo; slednja pa je del Raškega upravnega okraja.

## Demografija
V naselju, katerega izvirno (srbsko-cirilično) ime je Мељаница, živi 141 polnoletnih prebivalcev, pri čemer je njihova povprečna starost 44,7 let (44,6 pri moških in 44,8 pri ženskah). Naselje ima 58 gospodinjstev, pri čemer je povprečno število članov na gospodinjstvo 2,81.
To naselje je, glede na rezultate popisa iz leta 2002, večinoma srbsko.
|  |

| Demografija | Demografija     | Demografija     |
| Leto        | Št. prebivalcev | Št. prebivalcev |
| ----------- | --------------- | --------------- |
|             |                 |                 |
|             |                 |                 |
|             |                 |                 |
|             |                 |                 |
| 1948        | 226             |                 |
| 1953        | 212             |                 |
| 1961        | 210             |                 |
| 1971        | 201             |                 |
| 1981        | 171             |                 |
| 1991        | 179             | 179             |
| 2002        | 169             | 163             |
|             |                 |                 |

| Etnična sestava po popisu iz leta 2002 | Etnična sestava po popisu iz leta 2002 | Etnična sestava po popisu iz leta 2002 | Etnična sestava po popisu iz leta 2002 | Etnična sestava po popisu iz leta 2002 |
| -------------------------------------- | -------------------------------------- | -------------------------------------- | -------------------------------------- | -------------------------------------- |
| Srbi                                   | Srbi                                   |                                        | 162                                    | 99,38%                                 |
| Neznano                                | Neznano                                |                                        | 1                                      | 0,61%                                  |